# قائمة غدد الجسم
هذه قائمة بغدد الجسم يحتوي جسم الأنسان علي الكثير من الغدد الرئيسية في الجسم هي :
- الغدة النخامية : هي الغدة المسيطرة على الغدد الصماء فهي عبارة عن جسم صغير يتدلى من السطح السفلي للمخ،وتفرز هرمونات منبهة منشطة لكل من الغدة الدرقية والغدة الكظرية والغدد التناسلية (الخصية والمبيض) ولذلك تعتبر الغدة النخامية رئيسة الغدد الصماء الأخرى ، ومن أهم هرموناتها هرمون النمو الذي يسيطر على تمثيل الغذاء ، وأي اختلال في إفرازه يؤدي إلى اضطراب ملحوظ في نمو أعضاء الجسم ، وخاصة الهيكل العظمي، وكذلك هرمونات تسبب انقباض العضلات غير الإرادية، مثل عضلات الأوعية الدموية وعضلات الرحم.[1][2]

- الغدة الكظرية أو الغدة فوق الكلوية :

يوجد زوج من الغدد الكظرية ، كل منهما جسم أصفر هرمي الشكل ، يلتصق بأعلى الكلية، ويتركب من جزء خارجي ، يفرز مجموعة من الهرمونات ، منها هرمون الكورتيزون الذي يرفع من مقاومة الجسم ، وجزء داخلي يفرزهرمون الأدرينالين ، المعروف بهرمون النجدة حيث يزداد إفرازه في حالات الخوف والغضب والانفعال ، ويهيئ الخلايا لزيادة استهلاك الأكسجين، وانطلاق مزيد من الطاقة، وفي نفس الوقت تزداد سرعة دقات القلب ، ويزداد تدفق الدم نحو العضلات والمخ ، وتصبح الحالة العامة للجسم في حالة استعداد لموقف معين
- الغدة الدرقية : تقع أسفل الحنجرة على جانبي مقدمة القصبة الهوائية ، تفرز هرمون الثيروكسين الذي يدخل في تركيبه عنصر اليود ، لذلك يتأثر نشاط الغدة بكمية اليود في الغذاء ، ووظيفة الهرمون السيطرة على عمليات التحول الغذائي (الأيض) في الأنسجة وتعتبر زيادة أو نقص إفراز هرمون الثيروكسين ، والناشئ عن خلل في وظيفة الغدة الدرقية مثالاً للآثار الضارة الناشئة عن الخلل الهرموني. في حالة زيادة إفراز الغدة الدرقية تزداد معدلات التحول الغذائي ، ويعاني الشخص من نقص في الوزن وبروز العينين وتورم الغدة ، ويعرف ذلك بالجويتر الجحاظي (جحوظ في العينين) ،ويصبح المريض قلقًا حاد الطبع سريع الانفعال ، وتعالج حالات زيادة الإفراز باستئصال الجزء المتضخم من الغدة أو بالعلاج الإشعاعي. في حالة نقص إفراز الغدة الدرقية تنقص معدلات التحول الغذائي ، ويعاني الشخص من نقص معدل الاحتراق وقلة في الحركة ،وبلادة تدريجية في النشاط العقلي ، ويعرف ذلك بالجويتر البسيط، وإذا حدث ذلك في الأطفال يتوقف النمو، ويصاب الطفل بالبلاهة ، وتعالج حالات نقص الإفراز باستعمال خلاصة الغدة الدرقية للماشية ، وإضافة اليود إلى الغذاء

- الغدد جار الدرقية

على جانبي القصبة الهوائية خلف الغدة الدرقية توجد أربع غدد كل منها في حجم حبة القمح تسمى الغد الجار درقية تفرز هرمون الباراثورمون الذي ينظم نسبة عنصري الكالسيوم والفوسفور في الدم ، حيث أن اتزان نسبة كل منهما يسبب النمو السليم للعظام وضبط الانفعال
- البنكرياس

- غدة هاضمة تفرز الإنزيمات في الإثنا عشر خلال قناة بنكرياسية ، كما أنه غدة صماء ، حيث تفرز بعض خلاياه ، التي تعرف باسم (جزر لانجرهانز) الهرمونات في الدم وتفرز جزرلانجرهانز نوعين من الهرمونات حسب نسبة سكر الجلوكوز في الدم فعندما تنخفض نسبة سكرالجلوكوز في الدم تفرز جزر لا نجرهانز هرمون الجلوكاجون الذي يحفز خلايا الكبد لتحول النشا الحيواني المخزون بها إلى سكر جلوكوز في الدم ، ليعيد للسكر توازنه. وعندما ترتفع نسبة سكر الجلوكوز في الدم ، تفرز جزر لانجرهانز هرمون الأنسولين، ليحفز خلايا الكبد لتحول الجلوكوز إلى نشا حيواني يتم تخزينه في الكبد ، وكذلكيحفز خلايا الجسم على استخدام سكر الجلوكوز الضروري لعملية التنفس وانطلاق الطاقة ويظهر مرض السكر نتيجة فشل خلايا البنكرياس في إفراز الهرمونات ، أو عجز الجسمعن استهلاك سكر الجلوكوز الموجود في الدم ، مما يخل بنسبة السكر في الدم ، وتظهرأعراض المرض.